# D977 (Ardennes)
De D977 is een departementale weg in het Noord-Franse departement Ardennes. De weg loopt bestaat uit twee delen. Het eerste deel loopt van de grens met Marne naar de vijfsprong bij Mazagran. Het tweede deel loopt van Vouziers via Sedan naar de grens met België. Beide delen worden met elkaar verbonden door de D946. In Marne loopt de weg verder als D977 naar Châlons-en-Champagne. In België loopt de weg als N89 verder naar Bouillon en Luik.

## Geschiedenis
Oorspronkelijk was de D977 onderdeel van de N77. In 1973 werd de weg overgedragen aan het departement Ardennes, omdat de weg geen belang meer had voor het doorgaande verkeer. De weg is toen omgenummerd tot D977.